# Йоаким Палеокрасас
Йоаким (на гръцки: Ιωακείμ) е православен духовник, дебърски митрополит в XIX век.

## Биография
Роден е около 1780-1790 година със светското име Йоанис Палеокрасас или Красас (Ιωάννης Παλαιοκρασάς, Κρασάς) в Стениес на остров Андрос в семейството на свещеника Андонис Палеокрасас и Ирини. Принадлежи към големия род Палеокрасас. В 1805 година става монах в „Свети Николай“ в Сора на Андрос. Заминава за Константинопол. През февруари 1829 година е избран и по-късно ръкоположен за дебърски митрополит. Убит е от турци през май 1840 година. Според други данни умира от естествени причини.